# Kjell-Arik Wätjen
Kjell-Arik Wätjen (Gevelsberg, 6 de febrero de 2006) es un futbolista alemán que juega como centrocampista en el VfL Bochum de la 2. Bundesliga.

## Trayectoria
Empezó a jugar al fútbol de clubes en la región del Ruhr en el juvenil G del FSV Gevelsberg. A los nueve años, fichó por el Borussia Dortmund en 2015, tras jugar bien en un torneo de entrenamiento de la academia un año antes. En su segunda temporada con el equipo sub-17 en la 2022-23, el centrocampista lideró al equipo como capitán y dio seis asistencias a sus compañeros en 12 partidos de la Bundesliga sub-17, además de marcar él mismo tres goles. En el verano de 2023 se convirtió en miembro permanente de la plantilla sub-19 del Borussia Dortmund, al igual que el delantero Paris Brunner. El alemán se convirtió inmediatamente en titular en el centro del campo en la Bundesliga sub-19. A finales de febrero de 2024, junto con Youssoufa Moukoko y Julien Duranville, fue uno de los tres jugadores sub-20 convocados para el partido de ida de octavos de final de la Liga de Campeones de la UEFA contra el PSV Eindhoven. A principios de ese mes, ya había estado en el banquillo en el empate sin goles contra el 1. FC Heidenheim 1846 en la Bundesliga, después de marcar siete goles en cinco partidos consecutivos con el equipo sub-19.
A finales de marzo de 2024 firmó un contrato profesional con el Borussia Dortmund válido hasta junio de 2028. Después formó parte de la plantilla de Edin Terzić en otros partidos y se proclamó campeón de la liga occidental con el equipo juvenil A del Dortmund. En la jornada 32 de la temporada 2023-24, debutó en la Bundesliga con el Borussia en la victoria por 5-1 en casa contra el F. C. Augsburgo, donde formó parte del once inicial y dio la asistencia del cuarto gol de Marco Reus.

## Selección nacional
Jugó por primera vez con Alemania en la categoría sub-16. Con la sub-17, participó en el Campeonato Europeo Sub-17 de la UEFA 2023 en Hungría junto a sus compañeros del Dortmund Paris Brunner, Almugera Kabar y Charles Herrmann. Llegó a la final invicto con la selección, marcando un gol en el tiempo añadido de la victoria por 3-0 contra Escocia en la fase de grupos, antes de conquistar el título contra Francia al imponerse en la tanda de penales.

## Vida personal
Nacido en Alemania, es de ascendencia italiana por vía materna. Debido a su nombre, Transfermarkt le atribuyó erróneamente ascendencia sueca.

## Estadísticas

### Clubes
Actualizado al último partido disputado el 18 de octubre de 2024.
| Club                            | Div.          | Temporada     | Liga  | Liga  | Liga   | Copas nacionales | Copas nacionales | Copas nacionales | Copas internacionales | Copas internacionales | Copas internacionales | Total | Total | Total  |
| Club                            | Div.          | Temporada     | Part. | Goles | Asist. | Part.            | Goles            | Asist.           | Part.                 | Goles                 | Asist.                | Part. | Goles | Asist. |
| ------------------------------- | ------------- | ------------- | ----- | ----- | ------ | ---------------- | ---------------- | ---------------- | --------------------- | --------------------- | --------------------- | ----- | ----- | ------ |
| Borussia Dortmund · Alemania    | 1.ª           | 2023-24       | 2     | 0     | 1      | —                | —                | —                | 0                     | 0                     | 0                     | 2     | 0     | 1      |
| Borussia Dortmund II · Alemania | 3.ª           | 2024-25       | 2     | 0     | 0      | —                | —                | —                | —                     | —                     | —                     | 2     | 0     | 0      |
| Borussia Dortmund II · Alemania | Total club    | Total club    | 2     | 0     | 0      | 0                | 0                | 0                | 0                     | 0                     | 0                     | 2     | 0     | 0      |
| Borussia Dortmund · Alemania    | 1.ª           | 2024-25       | 1     | 0     | 0      | —                | —                | —                | —                     | —                     | —                     | 1     | 0     | 0      |
| Borussia Dortmund · Alemania    | Total club    | Total club    | 3     | 0     | 1      | 0                | 0                | 0                | 0                     | 0                     | 0                     | 3     | 0     | 1      |
| Total carrera                   | Total carrera | Total carrera | 5     | 0     | 1      | 0                | 0                | 0                | 0                     | 0                     | 0                     | 5     | 0     | 1      |